# Szczurzyn
Szczurzyn (ukr. Щурин) – wieś w rejonie rożyszczeńskim obwodu wołyńskiego, która liczy 673 mieszkańców.
Założona w 1604 r. W II Rzeczypospolitej miejscowość była początkowo siedzibą gminy wiejskiej Szczurzyn w powiecie łuckim województwa wołyńskiego. 
Przy końcu XIX wieku istniał chutor Perechody, który wchodził w skład gminy wiejskiej Szczuryn.